# Kathedrale von León (Mexiko)

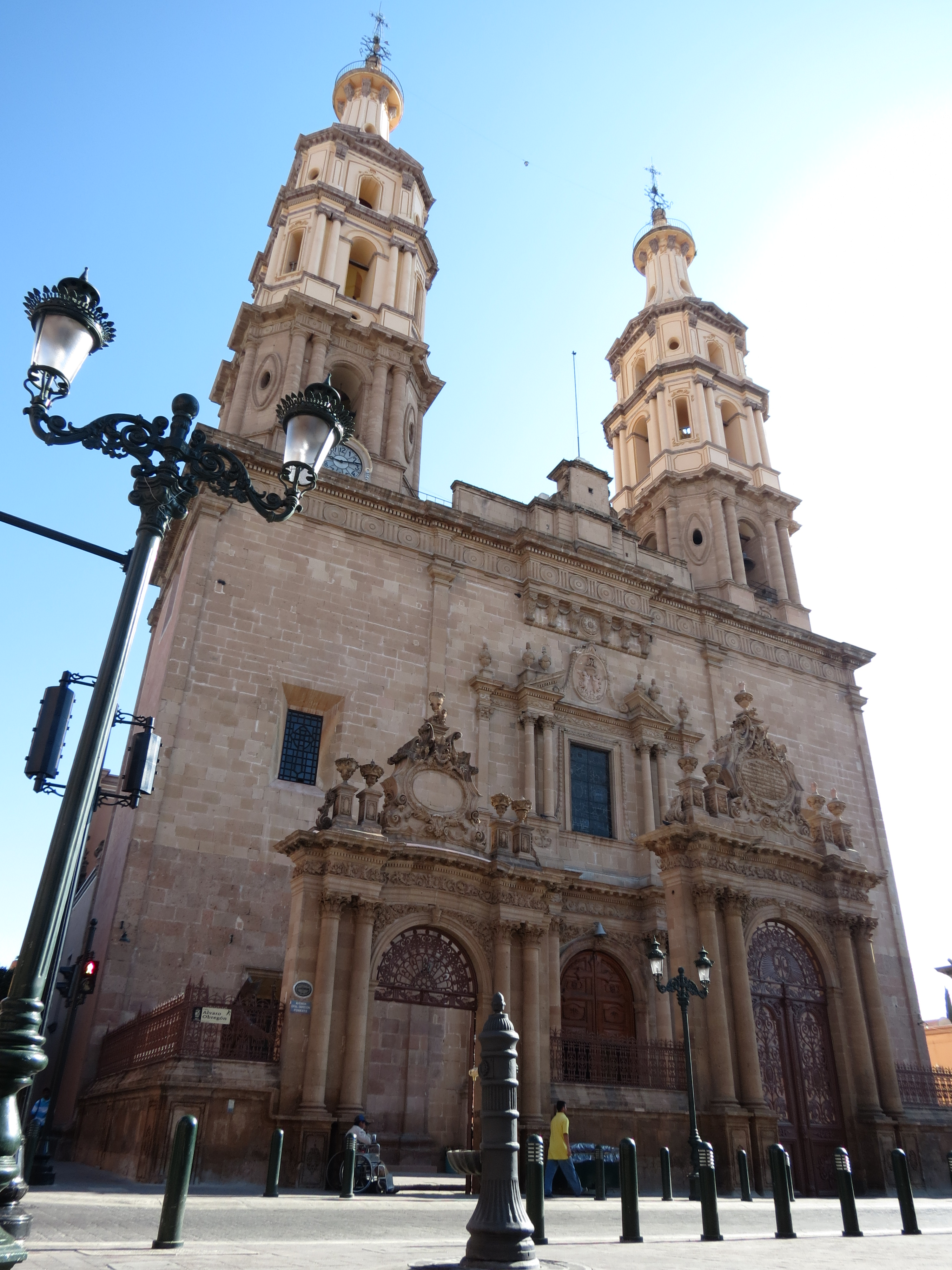
Fassade der Kathedrale

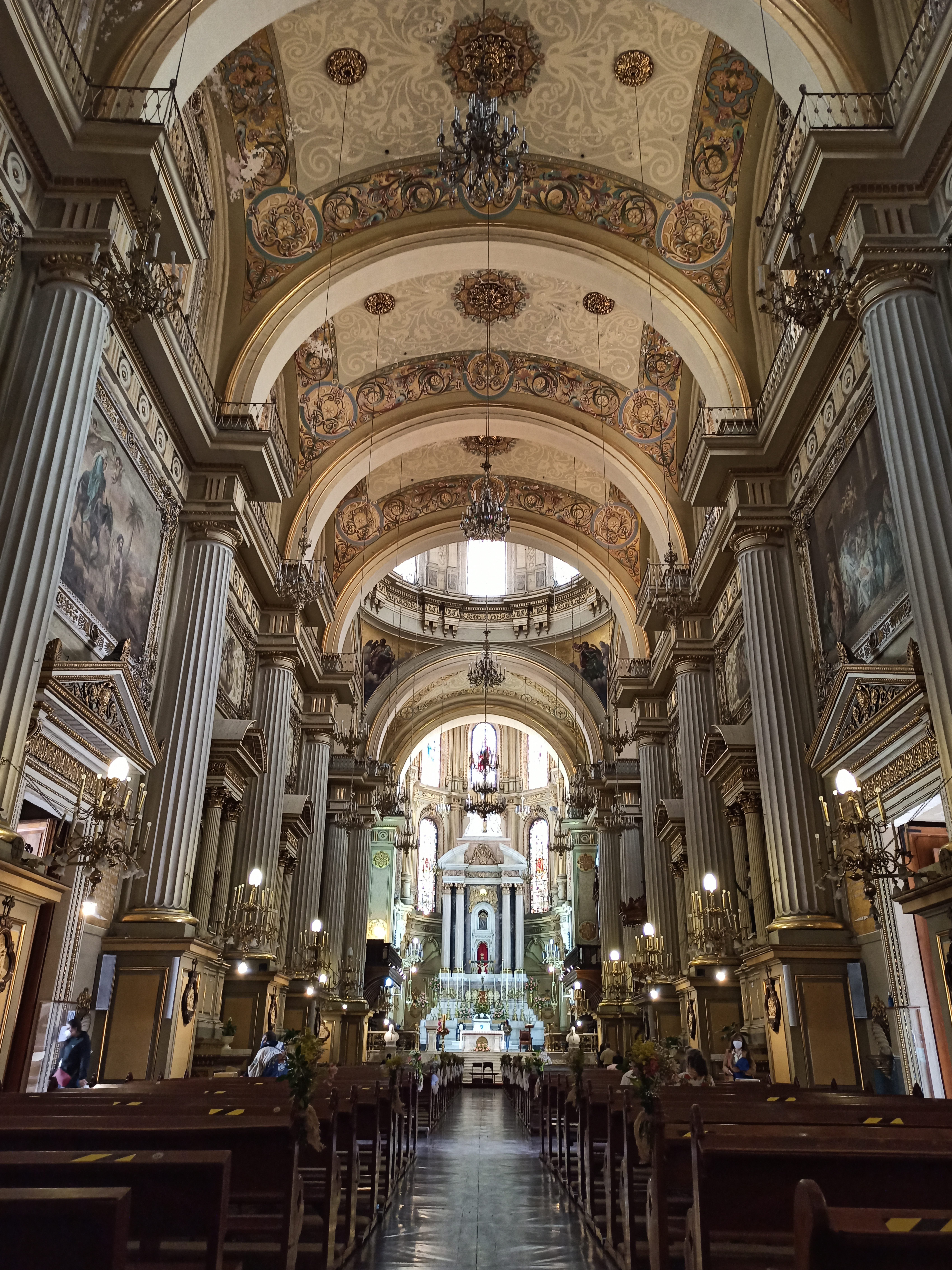
Innenraum der Kathedrale

Die Kathedrale von Leon oder Kathedralbasilika Heilige Mutter des Lichts (spanisch Catedral Basílica de Nuestra Señora de la Luz) ist eine römisch-katholische Kirche in León im mexikanischen Bundesstaat Guanajuato. Die Kathedrale des Erzbistums León ist mit dem Patronat Maria vom Licht der Gottesmutter Maria gewidmet und trägt zusätzlich den Titel einer Basilica minor. Sie ist als historisches Denkmal unter der Nummer 03295 geschützt.

## Geschichte
Der Bau der Kirche begann 1764, als die Jesuiten nach einem Jahr wieder in die Stadt zurückkehrten. Der Bau kam mit der Vertreibung der Jesuiten im Jahre 1767 bei etwa acht Metern Höhe zum Stillstand. In diesem Zustand blieb der Bau bis in die 1830er Jahre, als die Familie Obregón die vom Pfarrer José Ignacio Aguado unterstützten Arbeiten wieder aufnahm. Im Jahr 1842 forderten mehrere Mitglieder des Stadtrats die Zusammenarbeit der Nachbarn, um die Arbeiten fortzusetzen. Im Jahr 1855 wurden einige Reparaturen vorgenommen.
Die Diözese León wurde am 21. Februar 1864 mit dem neuen Bischof José María de Jesús Diez de Sollano gegründet. Damit wurde die Kirche zur Kathedrale erhoben. Bis dahin waren die Gewölbe fertiggestellt (1833–1837), 1864 wurde der erste Bauabschnitt des Ostturms wurde restauriert. Die Hauptglocke mit einem Gewicht von 4,5 Tonnen wurde Januar 1866 gegossen. Die Vierungskuppel mit einer Höhe von 42 Metern wurde von Manuel Gómez Ibarra entworfen und vereint verschiedene Stile mit vielen klassizistischen Elementen. Sie wurde von Herculano Ramírez bis August 1865 errichtet. Die Kathedrale wurde noch vor der Fertigstellung am 17. März 1866 geweiht.
Die Kirche wurde zwischen 1885 und 1889 von Luis Long und später 1902 von Ernesto Brunel anlässlich der Krönung des Marienbildes renoviert. Das Bild der Heiligen Mutter des Lichts, das sich heute im Hauptaltar befindet, kam als Spende des Jesuiten Juan Antonio Genovesi aus Palermo in Italien nach León. Am 5. August 1920 erhielt die Kathedrale durch Papst Benedikt XV. als vierte Kirche Mexikos zusätzlich den Titel einer Basilica minor verliehen. Am Sonntag, den 25. März 2012, feierte Papst Benedikt XVI. die Vesper mit den Bischöfen Mexikos und Lateinamerikas. Es war seine erste Messe in Mexiko.

## Architektur
Die Doppelturmfassade ist vollständig mit Bruchstein verkleidet, geschmückt mit Pilastern und Gesimsen mit eleganten Zierleisten. Sie hat zwei mit korinthischen Säulenpaaren versehene Portale. Über einem steht ein Giebel, der im mittleren Teil durch ein Medaillon mit dem Relief von zwei Engeln unterbrochen wird, die das Monogramm der Jungfrau halten.
Wegen seiner Lage hat die Kathedrale ein eher kleines Atrium, umgeben von einem eisernen Gitterwerk auf einer niedrigen Steinmauer mit drei Eingängen an der Vorderseite mit kunstvollen Eisentoren. Auf seiner linken Seite befindet sich auf einem kleinen Sockel eine Statue von Papst Johannes Paul II. Die zwei Türme bestehen aus jeweils vier identischen Etagen. Der Ostturm wurde am 19. Januar 1876 fertiggestellt, der Westturm im Jahre 1878, und erreichen Höhen von 70 Metern. Sie tragen die Kirchenglocken, ein Carillon und eine große Uhr.
Den Grundriss der einschiffigen Kirche bildet ein lateinisches Kreuz mit einer Länge von 72 Metern und einer Breite von 13 Metern. Von der Vierung geht das Querschiff aus, an dessen Enden zwei Altäre stehen, die der Unbefleckten Empfängnis und der Jungfrau von Guadalupe gewidmet sind. Sechs weitere Altäre sind im Langhaus angeordnet, drei auf jeder Seite. Zu betonen sind das schöne und schillernde Interieur im klassizistischen Stil sowie die Buntglasfenster aus München.
Der Hauptaltar aus Marmor mit monolithischen Säulen beherbergt das Madonnenbildnis. Ursprünglich hatte die Kirche einen hölzernen Altar, 1889 wurde dieser durch einen ersten steinernen ersetzt, der von Luis Long entworfen worden war. 1902 wurde dieser dann wiederum durch den gegenwärtigen, von Ernesto Brunel entworfenen Altar ersetzt, gefertigt mit italienischem Carraramarmor, Granit aus Tennessee und vergoldeter Bronze. Aufgestellt wurde er in der an den bestehenden Chor angefügten neuen Apsis, über der eine weitere Kuppel errichtet wurde. Der Großteil des Gebäudes ist im klassizistischen Stil eingerichtet.